# Dosenwurst

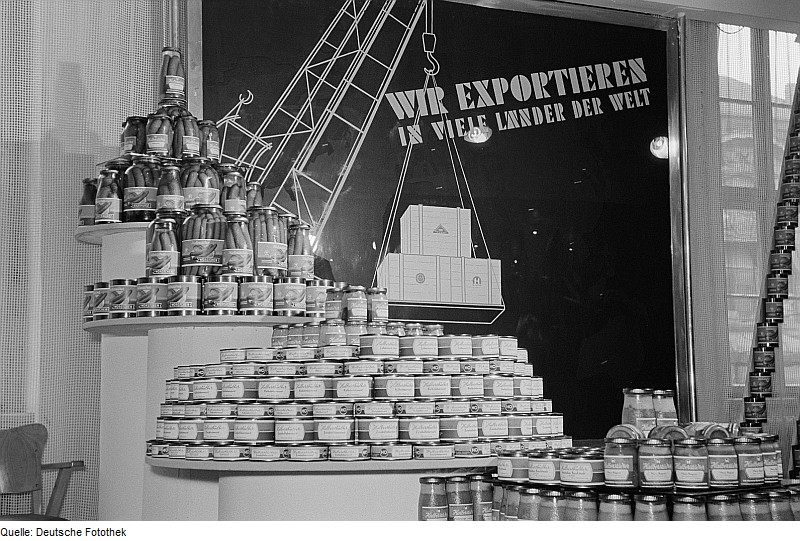
Wurstkonserven

Dosenwurst ist ein Sammelbegriff für Wursterzeugnisse in Konservendosen.

## Erfindung
Die Erfindung der Dosenwurst wird dem Würstchenfabrikanten und Gründer der Halberstädter Würstchen- und Konservenvertriebs GmbH Friedrich Heine zugeschrieben, dem in Braunschweig aufgefallen war, dass dort Spargel in Dosen zum Kauf angeboten wurde. Ihm kam gegen Ende des 19. Jahrhunderts die Idee, dass wenn Gemüse in Dosen ganzjährig angeboten werden kann, das doch auch mit seinen Würsten funktionieren müsste. Nach mehrjähriger Forschung und unzähligen Experimenten gelang es ihm, erstmals auch Wurst in Dosen herzustellen. Die ersten Ergebnisse seiner Arbeit präsentierte Heine dem Fürsten von Wernigerode, der zunächst nicht von dieser Art der Konservierung begeistert war, denn als dieser die Dose öffnete, schlug ihm ein widerlicher Geruch entgegen. Damit wäre die Forschungsarbeit Heines eigentlich beendet gewesen.
Zu Heines Überraschung wendete sich jedoch Kaiser Wilhelm II. an ihn und beauftragte Heine damit, 40.000 Paar Würstchen zur Einweihung des Kyffhäuserdenkmals für die geladene Prominenz zu liefern. Diese Menge war natürlich zu viel, um alles frisch an einem Termin anbieten zu können, so verpackte Heine seine Wursterzeugnisse erneut in Dosen, trotz des Misserfolgs, welchen er bei dem Fürsten erfahren hatte. Am 18. Juni des Jahres 1896 war es so weit: Friedrich Heine hatte alle seine Wurstwaren in Dosen verpackt und den geladenen Gästen bereitgestellt. Durch einen Platzregen verließen die Gäste fluchtartig den Ort, an dem die Einweihung des Denkmals stattfinden sollte, beziehungsweise kamen erst gar nicht dorthin, sodass Heine auf seiner Dosenwurst sitzen blieb.
Dieser zunächst als vermeintliches Pech zu bezeichnende Umstand wandelte sich jedoch, als Heine erkannte, dass die von ihm in Dosen verpackte Wurst haltbar blieb. Offensichtlich hatte er die richtige Kombination zwischen verwendetem Blech, dessen Stärke, der richtigen Temperatur und weiteren Faktoren getroffen, um seine auf diese Weise konservierten Würstchen mehrere Monate haltbar zu machen.

## Verwendete Wurstsorten
Als Dosenwurst wird, neben anderen Wurstsorten, in der Regel Bratwurst, Bierschinken, Blutwurst, Leberwurst, Lyoner, Corned Beef  oder Schwartenmagen angeboten.

## Herstellung
Die Herstellung von Dosenwurst unterscheidet sich zunächst nicht in der Art und Weise, wie andere Brüh- und Kochwurstsorten hergestellt werden. Nach dem Garvorgang wird das Wursterzeugnis in sterilisierten Dosen abgefüllt, luftdicht verschlossen und danach auf eine Temperatur zwischen 70 und 130 °C erhitzt.

## Haltbarkeit
Dosenwurst wird als Teil- (Halbkonserve, Dreiviertelkonserve) oder Vollkonserve angeboten. Teilkonserven sind nur pasteurisiert und haben nur eine begrenzte Haltbarkeit und werden gewöhnlich im Supermarkt gekühlt angeboten. Vollkonserven sind hingegen sterilisiert und haben eine Haltbarkeit von mindestens 2 Jahren (mittleres Haltbarkeitsdatum beachten). Die mikrobielle Haltbarkeit einer unbeschädigten Dosenwurst ist grundsätzlich unbegrenzt, die geschmackliche Haltbarkeit kann bis zu 10 Jahre betragen. Falls eine Dose Verformungen oder Aufblähungen erkennen lässt, sind durch Beschädigungen der Dose Bakterien eingedrungen und haben dort einen Fäulnisprozess in Gang gesetzt. Selbst wenn Geschmack oder Geruch noch in Ordnung zu sein scheint, ist der Inhalt solcher Bombagen nicht mehr zum Verzehr geeignet. Es besteht die Gefahr, sich mit Botulismus, einer lebensbedrohlichen Vergiftung, zu infizieren.